# Liste des cathédrales de Malte
Cet article recense les cathédrales de Malte.

## Liste

### Église anglicane
Cathédrales de l'Église anglicane :
| Ville      | Cathédrale                                              | Diocèse | Illustration |
| ---------- | ------------------------------------------------------- | ------- | ------------ |
| La Valette | Cathédrale anglicane Saint-Paul St Paul's Pro-Cathedral |         |              |

### Église catholique romaine
Cathédrales de l'Église catholique romaine :
| Ville          | Cathédrale                                                                       | Diocèse | Illustration |
| -------------- | -------------------------------------------------------------------------------- | ------- | ------------ |
| Victoria-Rabat | Cathédrale de Gozo Knisja Katidrali ta' Għawdex Gozo Cathedral                   | Gozo    |              |
| Mdina          | Cathédrale Saint-Paul St Paul's Pro-Cathedral Katidral Metropolitan ta' San Pawl | Malte   |              |
| La Valette     | Co-cathédrale Saint-Jean St. John's Co-Cathedral Kon-Katidral ta’ San Ġwann      | Malte   |              |